# Sam McQueen
Samuel James McQueen, detto Sam McQueen (Southampton, 6 febbraio 1995), è un ex calciatore inglese, di ruolo centrocampista.

## Caratteristiche tecniche
Centrocampista di fascia sinistra, può essere schierato anche da ala o terzino. Per le sue caratteristiche è stato paragonato a Gareth Bale e Luke Shaw.

## Carriera
Cresciuto nel settore giovanile del Southampton, ha esordito in prima squadra il 15 febbraio 2014, nella partita di FA Cup persa per 0-1 contro il Sunderland. Il 21 gennaio 2016 viene ceduto in prestito fino al termine della stagione al Southend United, club militante in League One. Rientrato ai Saints, il 12 maggio prolunga fino al 2021. Il 20 ottobre ha compiuto il suo debutto europeo, in occasione del match di Europa League perso per 1-0 contro l'Inter.

## Statistiche

### Presenze e reti nei club
Statistiche aggiornate all'8 maggio 2018.
| Stagione           | Squadra            | Campionato         | Campionato | Campionato | Coppe nazionali | Coppe nazionali | Coppe nazionali | Coppe continentali | Coppe continentali | Coppe continentali | Altre coppe | Altre coppe | Altre coppe | Totale | Totale | Totale |
| Stagione           | Squadra            | Comp               | Pres       | Reti       | Comp            | Pres            | Reti            | Comp               | Pres               | Reti               | Comp        | Pres        | Reti        | Pres   | Reti   |        |
| ------------------ | ------------------ | ------------------ | ---------- | ---------- | --------------- | --------------- | --------------- | ------------------ | ------------------ | ------------------ | ----------- | ----------- | ----------- | ------ | ------ | ------ |
| 2015-gen.2016      | Southampton        | PL                 | 0          | 0          | FACup+CdL       | 1+0             | 0               | -                  | -                  | -                  | -           | -           | -           | 1      | 0      |        |
| gen.-mag. 2016     | Southend           | FL1                | 18         | 2          | FACup+CdL       | -               | -               | -                  | -                  | -                  | FLT         | -           | -           | 18     | 2      |        |
| 2016-2017          | Southampton        | PL                 | 13         | 0          | FACup+CdL       | 2+2             | 0               | UEL                | 3                  | 0                  | -           | -           | -           | 20     | 0      |        |
| 2017-2018          | Southampton        | PL                 | 7          | 0          | FACup+CdL       | 0+1             | 0               | -                  | -                  | -                  | -           | -           | -           | 8      | 0      |        |
| Totale Southampton | Totale Southampton | Totale Southampton | 20         | 0          |                 | 6               | 0               |                    | 3                  | 0                  |             | -           | -           | 29     | 0      |        |
| 2018-2019          | Middlesbrough      | FLC                | 5          | 0          | FACup+CdL       | 0+2             | 0+0             | -                  | -                  | -                  | -           | -           | -           | 7      | 0      |        |
| Totale carriera    | Totale carriera    | Totale carriera    | 43         | 2          |                 | 8               | 0               |                    | 3                  | 0                  |             | -           | -           | 54     | 2      |        |